# Marksburg
El Marksburg es un castillo que se asienta sobre la colina que domina la ciudad de Braubach en el estado federal de Renania-Palatinado en Alemania. Es uno de los principales enclaves del Valle Superior del Medio Rin declarado patrimonio de la humanidad por la UNESCO en el año 2002.
El uso de la fortaleza fue sobre todo defensivo y no tanto como residencia para familias reales. En la construcción destaca sobre todo la gran torre del homenaje (bergfried) que está coronada con una torre mantequera, una torre superior de diámetro inferior a la principal. De los 40 castillos existentes entre Bingen am Rhein y Koblenz, Marksburg fue, junto al castillo Maus, los dos únicos que nunca fueron destruidos y el único que ha sido mantenido durante toda su existencia.

## Historia

### Edad Media
En el año 1100 los Eppstein, poderosa familia de la región con varios miembros arzobispos de Mainz y Trier, levantaron una torre del homenaje que finalmente se extendió hasta convertirse en un castillo en el 1117  aunque su primera mención en documentos data del 1231. Marksbrug se construyó con el propósito de defender la ciudad de Braubach y reforzar sus instalaciones aduaneras.
En 1283, el conde Eberhard de Katzenelnbogen lo adquirió y durante los siglos XIV y XV los sucesivos condes que lo habitaron los reformaron constantemente.
En 1429, el linaje varón de los Katzenelnbogen se extinguió pasando los territorios y propiedades a manos del condado de Hesse quien reformó y agrandó el castillo para acomodar artillería y añadir torres al lienzo exterior de muralla.

### SigloXIX
Con la disolución en 1806 del Sacro Imperio Romano Germánico a manos de Napoleón, este cedió Marksburg a su aliado el duque de Nassau por sus servicios el cual usó el castillo como prisión y como hogar para soldados retirados. Después de la guerra austro-prusiana de 1866, el ducado de Nassau se convirtió en territorio de Prusia y propietario por tanto de Marksburg.

### Era moderna
Finalmente, en 1900, el castillo fue vendido por el precio simbólico de 1.000 goldmarks a la Deutschen Burgenvereinigung (Asociación alemana de castillos) la cual había sido creada un año antes como una iniciativa privada para preservar los castillo de Alemania. Marksburg ha sido la oficina principal de la asociación desde 1931.
En marzo de 1945 el castillo fue seriamente dañado por la artillería americana desde la orilla opuesta del Rin.
Una copia del Marksburg se creó en 1990 en Japón para el Ueno German Culture Village, después de que el dueño se negara a que se demoliera el original para trasladarlo a Japón y reconstruirlo allí.
En la actualidad el castillo se puede visitar y alberga un museo que, aunque del mobiliario original no queda nada, comprende una importante colección de objetos que sirven para entender mejor la vida cotidiana de los castillos y de los caballeros medievales.

## Galería

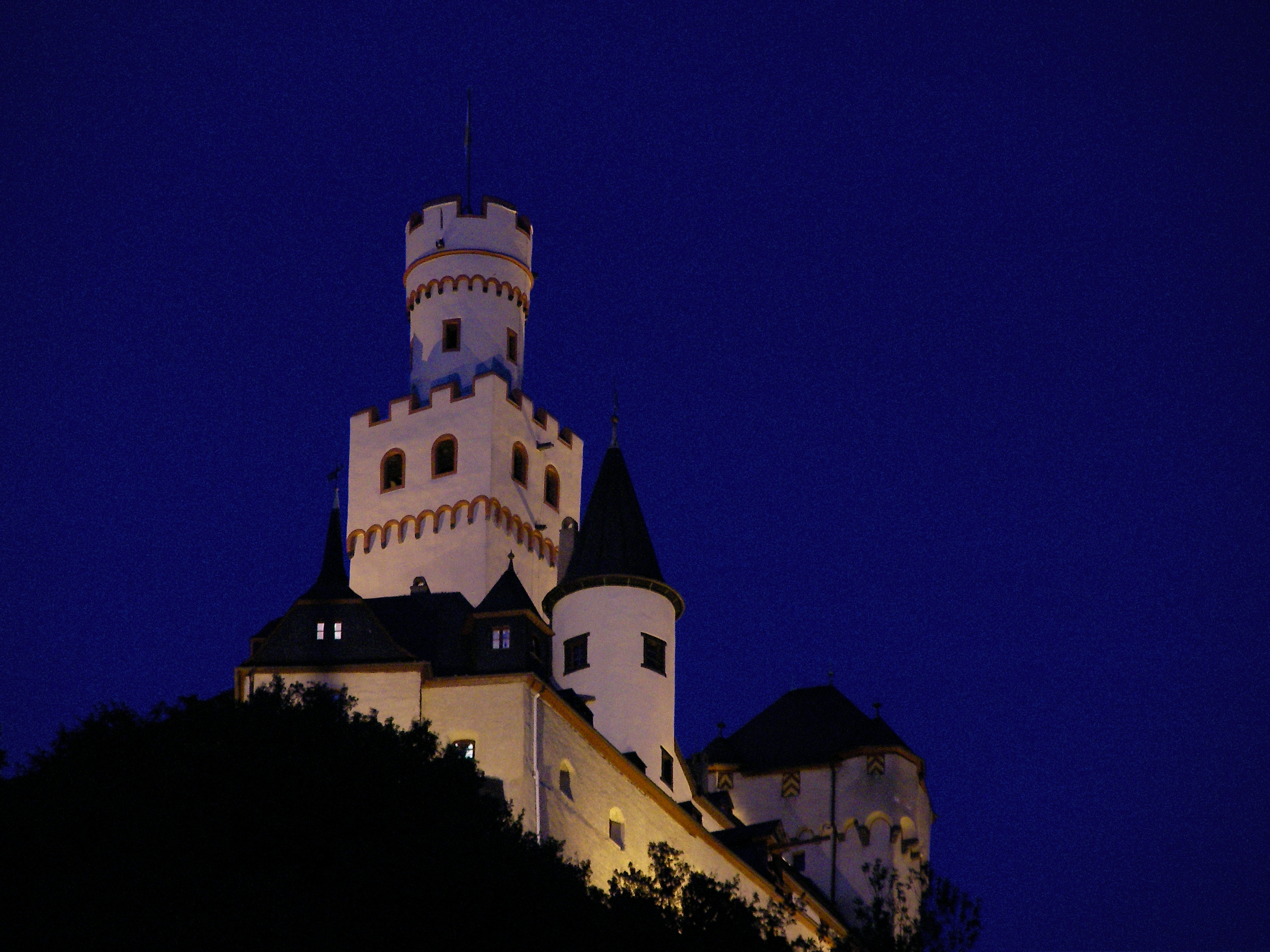
Vista nocturna con su característica torre mantequera sobre la torre del homenaje.
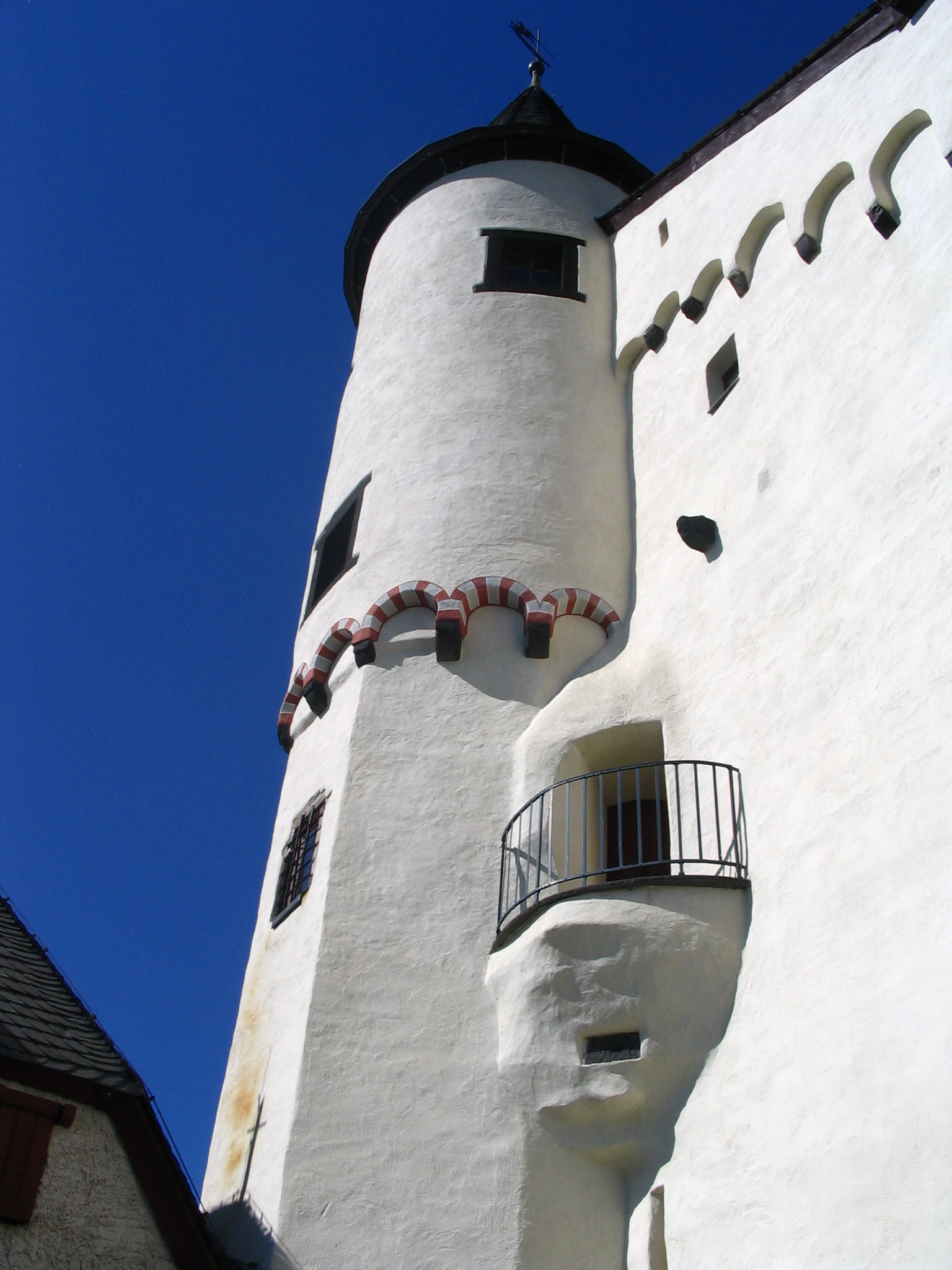
Vista de patio interior.
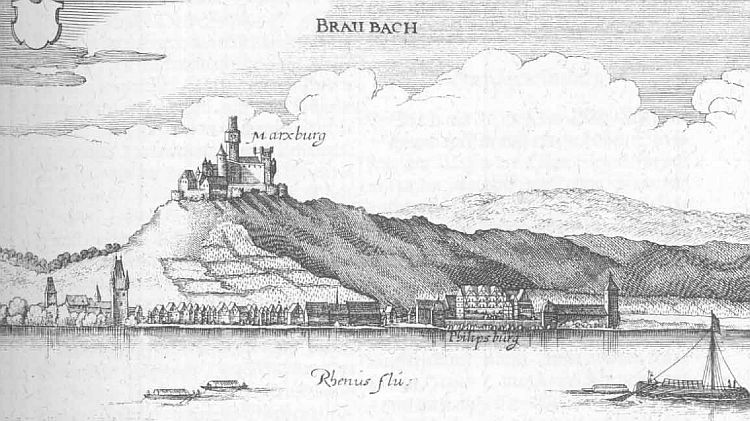
Grabado de 1655.
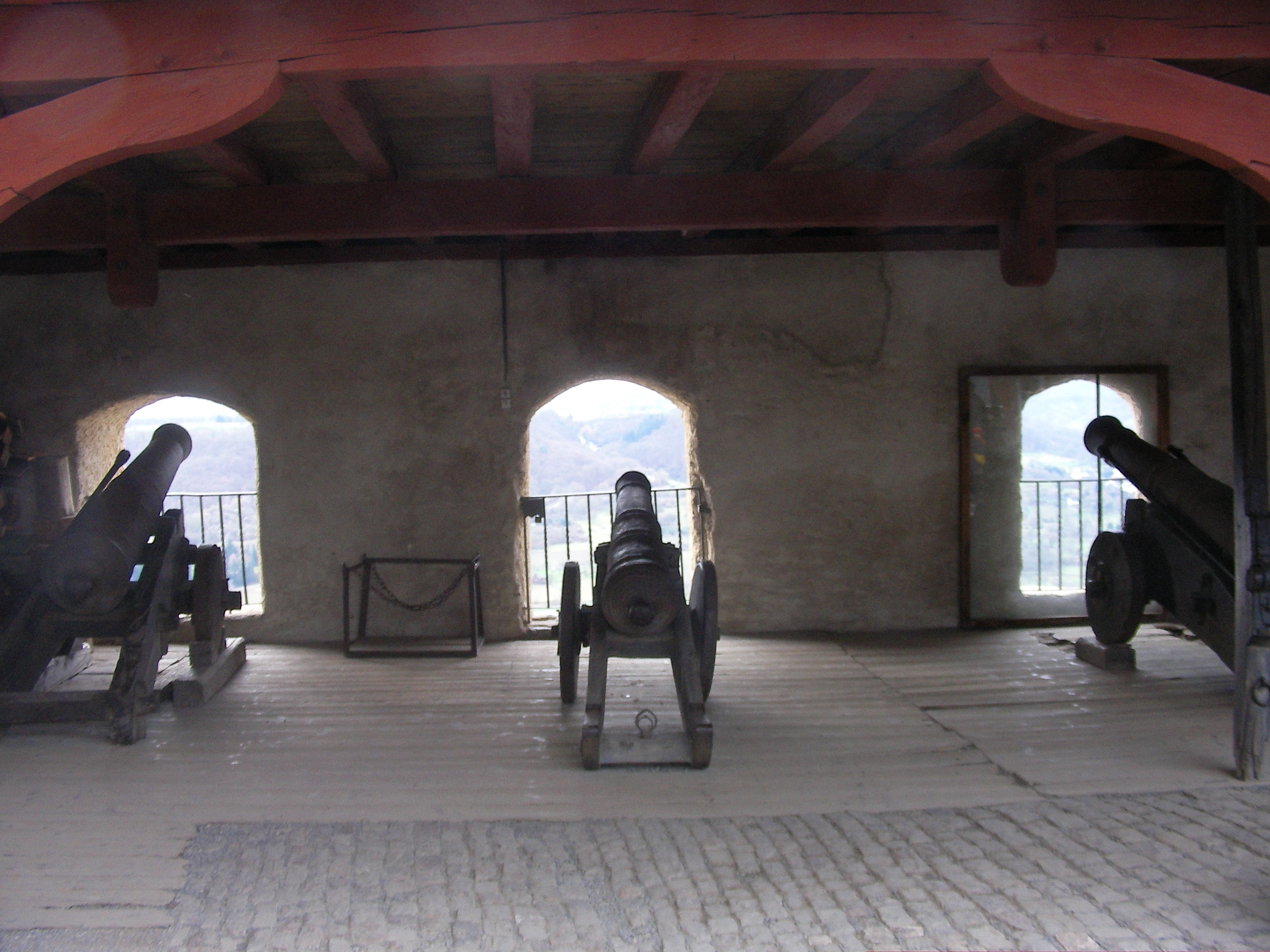
Batería de artillería en el castillo.
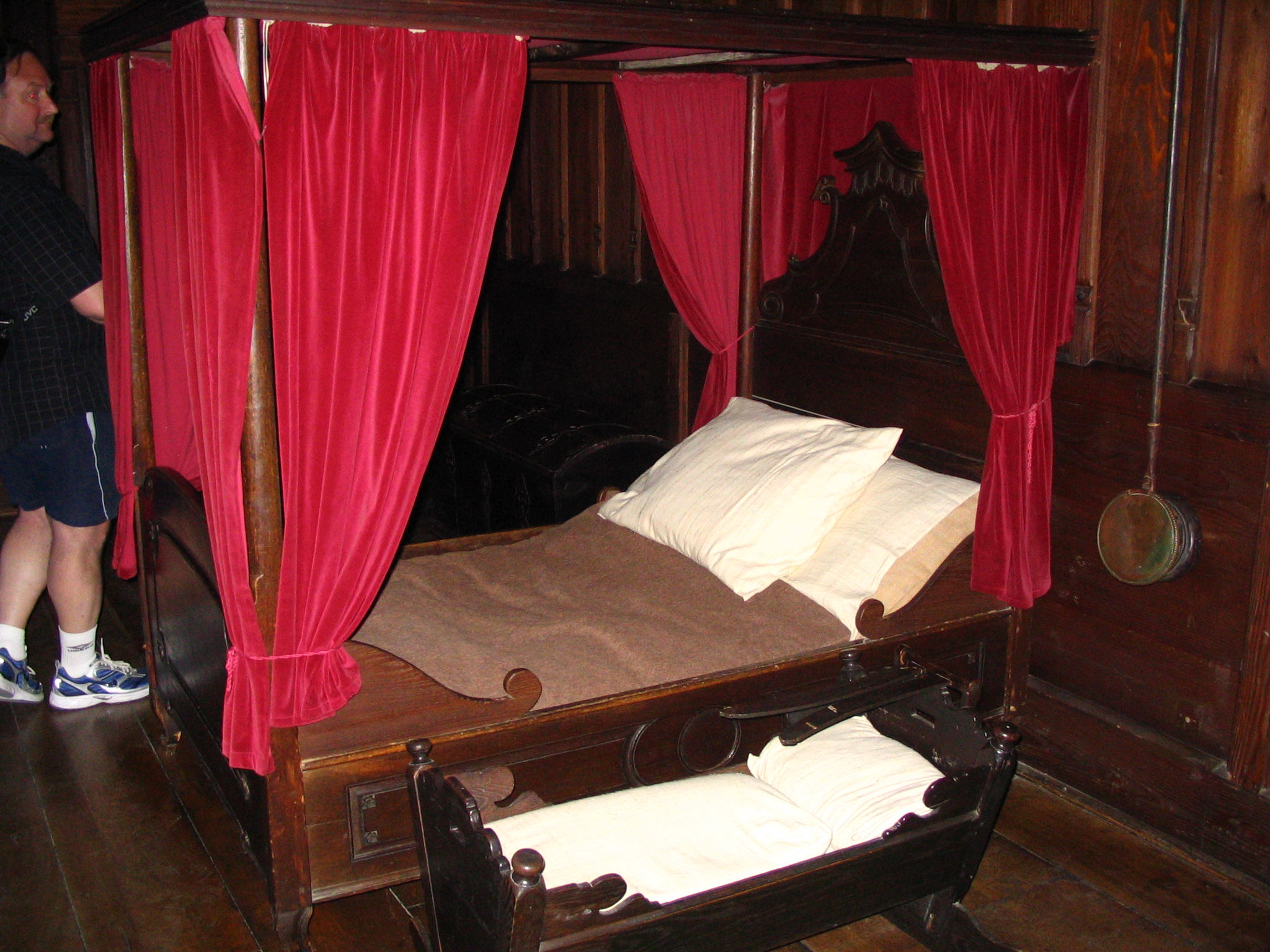
Dormitorio.
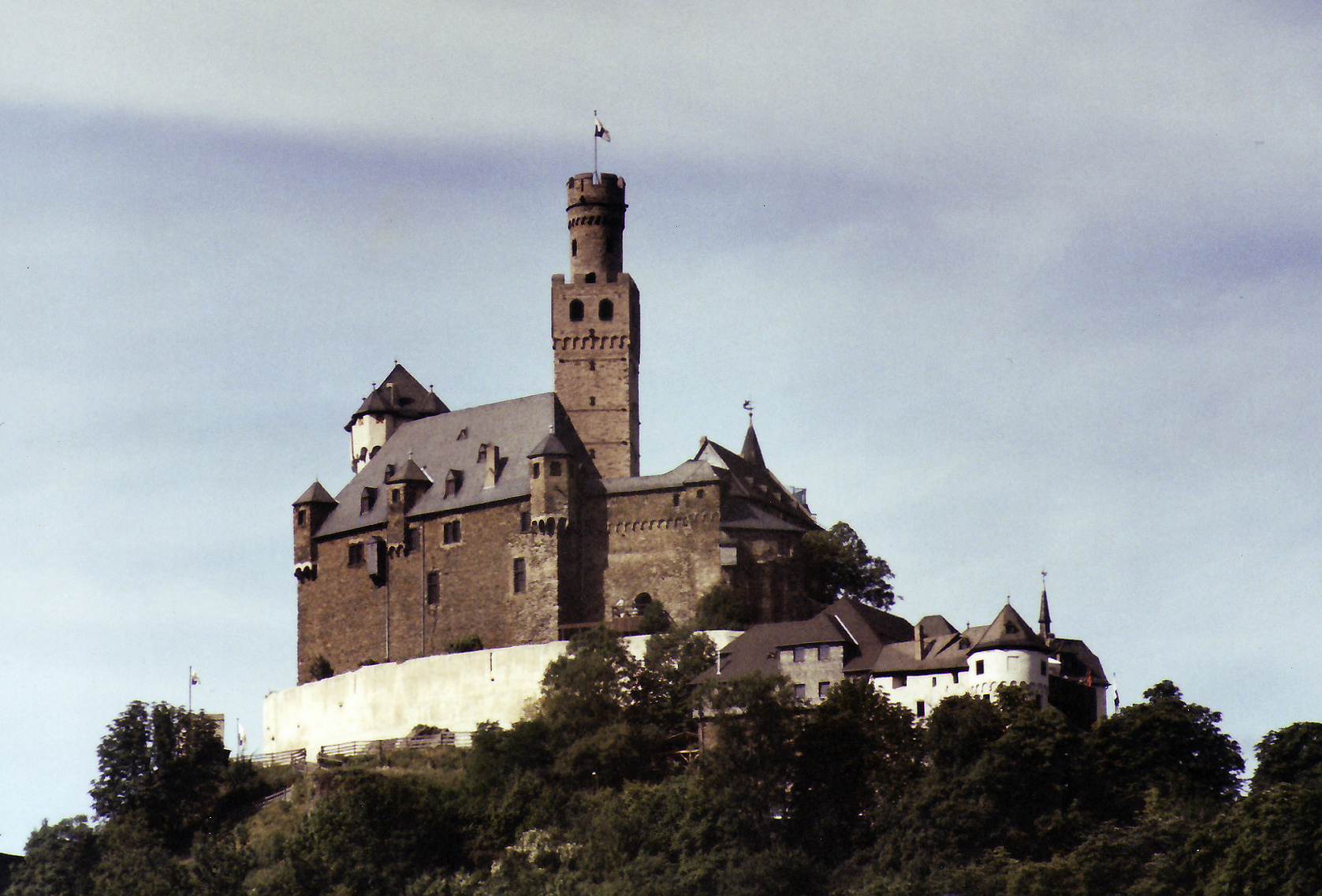
Vista noreste.